# 磯田村
磯田村（いそだむら）は、滋賀県犬上郡にあった村。現在の彦根市の北部、芹川河口付近から宇曽川河口にかけての琵琶湖沿岸にあたる。
1885年（明治18年）、水害を機にアメリカに出稼ぎをする者が八坂村などに現れ、1896年（明治29年）に再び大水害が起こると多くの磯田村民がカナダに出稼ぎをするようになった。このことから磯田村八坂周辺は「アメリカ村」と称された。『カロムロード』の著者である杉原正樹は、彦根周辺に伝わるカロムは北米移民が持ち帰ったものではないかと推測している。

## 地理
- 湖沼：琵琶湖、野田沼
- 河川：犬上川、宇曽川、平田川

## 歴史
- 1889年（明治22年）4月1日 - 町村制の施行により、八坂村・大藪村・須越村・三津屋村の区域をもって発足。
- 1942年（昭和17年）6月10日 - 彦根市に編入。同日磯田村廃止。